# Ravenea dransfieldii
Ravenea dransfieldii е вид растение от семейство Палмови (Arecaceae). Видът е застрашен от изчезване.

## Разпространение
Разпространен е в Мадагаскар.